# Julian Hollender
Julian Hollender (* 2. Mai 1938; † 22. Juli 2010) war ein deutscher Diplomat. Er war Botschafter der DDR in Mosambik, Portugal und Kap Verde.

## Leben
Hollender studierte von 1958 bis 1964 Außenpolitik an der Deutschen Akademie für Staats- und Rechtswissenschaft in Potsdam-Babelsberg. 1964 trat er in den diplomatischen Dienst der DDR ein. 
Von 1967 bis 1968 sowie von 1970 bis 1972 war er am Konsulat auf Sansibar und von 1972 bis 1974 an der Botschaft in Dar-es-Salaam in Tansania tätig. Von 1974 bis 1978 arbeitete Hollender als stellvertretender Abteilungsleiter Ost- und Zentralafrika im Ministerium für Auswärtige Angelegenheiten der DDR (MfAA). Von 1978 bis 1981 war er Botschafter der DDR in der Volksrepublik Mosambik. Danach war er erneut stellvertretender Leiter der Abteilung Ost- und Zentralafrika im MfAA. Von 1986 bis 1990 fungierte er als letzter Botschafter der DDR in Lissabon. Ab 1988 war er zweitakkreditiert in der Republik Kap Verde.
Hollender war Mitglied der SED. Er war Mitbegründer des Vereins Freunde helfen Freunden, der internationale humanitäre Hilfe und Hilfe zur Selbsthilfe leistet.

## Auszeichnungen
- Vaterländischer Verdienstorden in Bronze (1981)